# La Crèche
La Crèche település Franciaországban, Deux-Sèvres megyében. Lakosainak száma 5681 fő (2022. január 1.). La Crèche Azay-le-Brûlé, Chauray, Cherveux, François, Fressines, Sainte-Néomaye és Vouillé községekkel határos.

## Népesség
A település népességének változása:
| Lakosok száma | 5435 | 5524 | 5706 | 5635 | 5786 | 5820 | 5782 | 5732 | 5681 |
|               | 2013 | 2015 | 2016 | 2017 | 2018 | 2019 | 2020 | 2021 | 2022 |